# Navid Mohammadzade
Navid Mohammadzade (in persiano نوید محمدزاده‎, Navid Mohammadzāde; Mehran, 6 aprile 1986) è un attore iraniano.

## Filmografia parziale
- Nahid, regia di Ida Panahandeh (2015)
- Abad o yek ruz, regia di Sa'id Rustayi (2016)
- Il dubbio - Un caso di coscienza (Bedun-e tārikh, bedun-e emzā), regia di Vahid Jalilvand (2017)
- Metri šiš o nim, regia di Sa'id Rustayi (2019)
- Leila e i suoi fratelli (Barādarān-e Leylā), regia di Sa'id Rustayi (2022)
- Šab, dākheli, divār, regia di Vahid Jalilvand (2022)

## Riconoscimenti
- Mostra internazionale d'arte cinematografica di Venezia
  - 2017 – Premio Orizzonti al miglior attore per Il dubbio - Un caso di coscienza
- Tokyo International Film Festival
  - 2019 – Miglior attore per Metri šiš o nim

## Doppiatori italiani
Nelle versioni in italiano dei suoi film, Navid Mohammadzade è stato doppiato da:
- Christian Iansante in Il dubbio - Un caso di coscienza